# Goniocraspidum pryeri
Goniocraspidum pryeri là một loài bướm đêm trong họ Noctuidae.